# Централна провинция (Шри Ланка)
Централна провинция се намира в централната част Шри Ланка с площ 5674 км 2 и население 2 556 350 души (2011). Административен център е град Канди.